# 原慎一郎
原 慎一郎（はら しんいちろう、1979年2月9日 - ）は、日本の俳優である。東京都出身。身長187cm。B型。劇団TipTapの劇団員。碗プロダクションと業務提携。

## 出演

### 舞台
2004年
- 「太平洋序曲」
- 「ユーリンタウン」
- 「ミス・サイゴン」

2005年
- 「レ・ミゼラブル」
- 「Complex Party」

2006年
- 「OUR HOUSE」
- 「ペテン師と詐欺師」
- 「阿国」

2007年
- 「ピーターパン」
- 「ウーマン・イン・ホワイト」
- 「ペテン師と詐欺師(再演)」

2008年
- 「ルドルフ」
- 「ピーターパン」
- 「Boy From OZ」
- 「三文オペラ」

2009年
- 「ピーターパン」
- 「パイレート・クイーン」

2010年
- 「ミュージックマン」
- 「ピーターパン」
- 「ワンダフルタウン」

2011年
- 「三銃士」

2012年
- 「キャバレー」
- 「ルドルフ・ザ・ラスト・キス」
- 「ZIPANG PUNK～五右衛門ロックIII」

2013年
- 「レ・ミゼラブル」
- 「二都物語」

2014年
- 「蒼の乱」
- 「Count Down My Life」
- 「三文オペラ」
- 「ルードウィヒB」

2015年
- 「メンフィス」
- 「レ・ミゼラブル」
- 「パッション」

2016年
- 「Vamp Bamboo Burn!」
- 「Play a Life」

2017年
- 「フランケンシュタイン」
- 「ビリー・エリオット ～リトル・ダンサー～」

2018年
- 「Play a Life」
- 「修羅天魔 髑髏城の七人～Season極」
- 「メタルマクベス disc1」
- 「生きる」[2]

2019年
- 「ヘンリー五世」
- 「エリザベート」
- 「一尺四方の聖域」
- 「A CIVIL WAR CHRISTMAS」

2020年
- 「The Heartbreak Hotel!～ありふれた恋のカタチ～」
- 浪漫舞台「走れメロス」～文豪たちの青春～

2021年
- 「マリー・アントワネット」
- 「終わりよければすべてよし」
- ハートフル音楽劇「イキヌクキセキ～十年目の願い～」
- 「オリバー!」

2022年
- 「リチャード三世」リヴァーズ伯爵 役
- 「四月は君の嘘」かをりの父 役
- 「鬼ヶ島ーLOST HEAVENー」榊 役
- 「エリザベート」マックス公爵（エリザベートの父） 役 他[3]

2023年
- 「マチルダ」[4]セルゲイ、バルーン・マン、おっかない子供、審査員 役
- 「Play a Life」夫 役
- 「僕と彼女と物憂げな傘」ゲスト 役
- 「冒険者たち～この海の彼方へ～」ノロイ 役
- 「30分でわかるマクベス」ダンカン 役 他
- 「High Fidelity」イアン 役
- 「鬼の眼にも縹の海  ～←此処から先、鬼の郷 はじまりの物語～」大嶽 役
- 「僕と彼女と物憂げな傘」 店長役

2024年
- 「フローティング・キラーズ」 トッド 役
- 「僕と彼女と物憂げな傘」 店長 役
- 彩の国シェイクスピア・シリーズ2nd Vol.1「ハムレット」 マーセラス、役者１、墓掘り２、ノルウェー兵士 役
- 「ながめせしまに茶の湯でも」 フジワラ氏 役
- 「僕と彼女と物憂げな傘」 店長 役
- 「冒険者たち～この海の彼方へ～」ノロイ 役
- 「ながめせしまに茶の湯でも」 フジワラ氏 役
- 「Bye Bye My Last Cut」[5]プロデューサー、インディージョーンズ 役
- 「ながめせしまに茶の湯でも」 フジワラ氏 役
- 「熱烈歓迎！←此処から先、鬼の郷 とりあえずはおしまいの物語  鬼薊、雲居の果て」聞仲 役

2025年
- Utageki「リチャード二世」 ノーサンバランド伯爵 役
- 「ながめせしまに茶の湯でも」 フジワラ氏 役
- 「二都物語」 弁護士ストライバー 役
- 「Play a Life 」10周年記念特別コンサート[6]
- 「四月は君の嘘」かをりの父役[7]

#### 劇団四季
- 「オペラ座の怪人」アンサンブル
- 「ライオンキング」シンバ 役
- 「ジーザス・クライスト・スーパースター」ペテロ 役
- 「夢から醒めた夢」エンジェル 役

### テレビドラマ
- 暴れん坊将軍
- はみだし刑事情熱系
- おみやさん

### 吹き替え
- アナと雪の女王（2014年、クリストフ）
  - アナと雪の女王 エルサのサプライズ（2015年）
  - LEGO アナと雪の女王 オーロラの輝き（2017年）
  - アナと雪の女王/家族の思い出（2018年）
  - アナと雪の女王2（2019年、クリストフ、スヴェン）
  - オラフの生まれた日（2020年）
- イマジネーションムーバーズ（スミティ）
- ジェイクとネバーランドのかいぞくたち（ボーンズ）
- メリー・ポピンズ リターンズ（アンガス〈タリク・フリンポン〉[8]）
- セサミストリート 50回目の誕生日（ジョセフ）
- マーベルズ（外交職員[9]）
- メリダとおそろしの森（痩せた衛兵）

### ゲーム
- キングダム ハーツIII（2019年、クリストフ）

### CM
- プロミス

### その他
- 東京ディズニーランド 「フローズンファンタジー・パレード」（2016年）（クリストフ）[要出典]
- 「ミュージックステーション」「トナカイのほうがずっといい～恋愛編～」「恋の迷い子」(2020年1月24日)
- 「HAPPINESSPECTACULAR」（2024年9月20〜22日）